# 想像の共同体
『想像の共同体』（Imagined Communities: Reflections on the Origin and Spread of Nationalism）とは1983年に米国の政治学者ベネディクト・アンダーソンにより発表された著作。

## 要約
アンダーソンは、ナショナリズムの歴史的な起源について考察するために国民国家が成立する以前の段階に着眼し、宗教的共同体と王国が社会の組織化のために果たした役割を指摘する。国民とは、これらのシステムが衰退するにつれて登場した新しい共同体であり、これを推進したのは資本主義経済の成立、印刷を通じた情報技術の発展であるとアンダーソンは論じている。なぜなら、出版産業は国民意識の基盤を提供し、新しい形の想像の共同体を可能としたからだ。この共同体が成立する18世紀から19世紀にかけて、国民国家が登場する。国民国家は行政組織として形成されたが、その組織内部での交流を通じて成員の間に共通の時間、空間の認識が生み出され、同時に同朋としての意識を共有するに至った。アンダーソンによれば、大航海を通じて発見された外国語は自国の言語の比較的な研究を可能とし、言語学者や文学者、知識人がナショナリズムを育む文化的基盤となった。
これらの歴史的な経緯を経て、19世紀には公定ナショナリズムという新しいナショナリズムの形態が確立される。これは国民を統合するという政略的な意図に基づいて国家により定められたナショナリズムで、伝統的な王朝の原理と革新的な国民の原理を総合する特徴が認められた。アンダーソンはナショナリズムが言語によって想像された共同体の一種の形態であると捉えながら、人々が国民に対して特別な愛着の感情を持つ根本的な理由として、国民という言葉には自己犠牲を伴う愛情を喚起すると説明している。

## 意義と位置づけ
アンダーソンは、マルクス主義や自由主義理論では適切にナショナリズムを説明できないと感じていたことから、『想像の共同体』を執筆した。彼は、ネイションとナショナリズムが近代性の産物であり、政治的および経済的目的のための手段として創られたとみなす点で、アーネスト・ゲルナーやエリック・ホブズボームとともにナショナリズムの歴史主義あるいは近代主義学派に位置づけられる。この学派は、ネイションが人類史の初期から存在していると信じる原初主義者と対立関係にある。ゲルナーやホブズボームとは対照的に、アンダーソンは、ナショナリズムの理念に敵対的というわけではなく、またナショナリズムがグローバル化する世界で衰退するとも考えていない。彼はナショナリズムのユートピア的な要素に価値を見出している。

## 書誌情報
- Imagined Communities: Reflections on the Origin and Spread of Nationalism, (Verso, 1983, 2nd edition, 1991, Revised edition, 2006).[2]
  - 『想像の共同体: ナショナリズムの起源と流行』白石隆・白石さや訳、リブロポート、1987年。
  - 『増補 想像の共同体: ナショナリズムの起源と流行』白石隆・白石さや訳、NTT出版、1997年。
  - 『定本 想像の共同体: ナショナリズムの起源と流行』、白石隆・白石さや訳、書籍工房早山、2007年。